# Ivan, az egyetlen (film)
Az Ivan, az egyetlen (eredeti cím: The One and Only Ivan) 2020-ban bemutatott amerikai fantasy film, amelyet Thea Sharroc rendezett, K. A. Applegate azonos című könyve alapján.
A forgatókönyvet Mike White írta. A producerei Angelina Jolie, Allison Shearmur és Brigham Taylor. A főszerepekben Bryan Cranston, Ramón Rodríguez, Ariana Greenblatt, Indira Varma és Eleanor Matsuura láthatók. A film zeneszerzője Craig Armstrong. A film gyártója a Walt Disney Pictures és a Jolie Pas Productions, forgalmazója a Walt Disney Studios Motion Pictures.
Amerikában eredetileg 2020. augusztus 14-én mutatták volna be mozikban, de a koronavírus-járvány miatt 2020. augusztus 21-én mutatta be a Disney+. Magyarországon 2020. augusztus 13-án mutatták volna be. Végül 2020. december 13-án mutatja be az HBO Go.

## Cselekmény
Ivan, az ezüsthátú gorilla egy ketrecben él a Big Top bevásárlóközpontban, egy öregedő elefánt (Stella) és egy kóbor kutya társaságában. A fiatal gorilla több éve bezártan él és már el se tudja képzelni, milyen az élet a vadonban.
Stella mellé érkezik egy Ruby nevű elefántborjú, akiről gondoskodnia kell. Ám Stella megbetegszik és halála előtt Ivanra bízza a borjút. Ivan szövetségesre talál az  áruházi gondnok lányában és együtt tesznek meg mindent, hogy a Rubynak jobb élete legyen.

## Szereplők
| Szereplő        | Színész           | Magyar hang        | Leírás                                    |
| --------------- | ----------------- | ------------------ | ----------------------------------------- |
| Mack            | Bryan Cranston    | Rátóti Zoltán      | A Big Top áruház tulaja.                  |
| George          | Ramón Rodríguez   | Crespo Rodrigo     | Julia apja és gondok a Big Top áruházban. |
| Julia           | Ariana Greenblatt | Károlyi Lili       | George lánya.                             |
| Castello        | Owain Arthur      | Varga Gábor        | Biztonsági őr a Big Top áruházban.        |
| Helen           | Hannah Bourne     | Mezei Kitty        | Mack ex-felesége.                         |
| Dr. Maya Wilson | Indira Varma      | Németh Kriszta     | zoológus                                  |
| Candace Taylor  | Eleanor Matsuura  | Márta Éva          | újságíró                                  |
| Szereplő        | Eredeti hang      | Magyar hang        | Leírás                                    |
| Ivan            | Sam Rockwell      | Fekete Ernő        | Egy ezüsthátú gorilla.                    |
| Stella          | Angelina Jolie    | Orosz Helga        | Egy afrikai elefánt.                      |
| Bob             | Danny DeVito      | Dörner György      | Egy kóbor kutya                           |
| Snickers        | Helen Mirren      | Menszátor Magdolna | Egy uszkár.                               |
| Ruby            | Brooklynn Prince  | Bak Julianna       | Egy afrikai elefántborjú.                 |
| Henrietta       | Chaka Khan        | Bertalan Ágnes     | Egy csirke.                               |
| Murphy          | Ron Funches       | Szatory Dávid      | Egy nyúl.                                 |
| Thelma          | Phillipa Soo      | Bogdányi Titanilla | Egy papagáj.                              |
| Frankie         | Mike White        | Minárovits Péter   | Egy fóka.                                 |

## Gyártás
2014. április 9-én bejelentették, hogy a Walt Disney Pictures adaptálhatja a K. A. Applegate könyvet. 2016. május 6-án bejelentették, hogy Mike White fogja írni forgatókönyvet és Newell fogja rendezi. 2017. március 24-én Sharrock tárgyalásokat kezdett a rendezői pozícióra, miután Newell elhagyta a projektet. 2017. október 16-án arról számoltak be, hogy Jolie csatlakozott a filmhez, mind a producer, mind pedig a Stella nevű elefánt hangjaként. 2017. november 15-én Prince-t a Ruby, a csecsemő elefánt hangjaként választották.
2018. január 9-én Ariana Greenblatt csatlakozott a csapathoz. 2018. február 23-án bejelentették, hogy Rockwell Ivan hangjaként, Cranstonot az áruház tulajdonosként, Brigham Taylor pedig producerként csatlakozott. 2018. március 13-án Rodriguez is csatlakozott, mint Greenblatt apja. 2018. május 1-jén bejelentették, hogy DeVito és Mirren szinkronhangok lesznek a filmben, míg Indira Varma és Eleanor Matsuura szereplőként csatlakoztak.
A forgatás 2018. május 1-jén kezdődött a floridai Lakelandben és Polk megyében.